# کوه آلبرت (کانادا)
کوه آلبرت (به انگلیسی: Mount Albert) یک کوه در کانادا است که در بریتیش کلمبیا واقع شده‌است. کوه آلبرت ۲٬۵۵۲ متر بالاتر از سطح دریا واقع شده‌است.